# Amtrak
National Railroad Passenger Corporation oziroma Amtrak (akronim za America in Trak) je ameriško železniško podjetje, ki se ukvarja s prevozom potnikov.Podjetje je začelo delovati 1. maja 1971. Amtrak operira z okrog 34000 km železnic, ima okrog 20000 zaposlenih in operira z okrog 300 vlaki vsak dan. Do 1920 so bili vlaki glavni način prevoza med mesti v ZDA. Leta 1929 je bilo v uporabi okrog 65000 potniških vagonov. Kasneje se je število potnikov stalno zmanjševalo, 2014 je Amtrak prepeljal okrog 30,9 milijona potnikov. Gostota prog Amtraka je precej večja na vzhodnem delu ZDA. 
Amtrak operira tudi z edinim hitrim vlakom v ZDA - Acela Express